# Villains
Pour l’article homonyme, voir Villains (film).
Albums de Queens of the Stone Age
...Like Clockwork
(2013) In Times New Roman...
(2023)
Singles
1. The Way You Used to Do
Sortie : 15 juin 2017
2. The Evil Has Landed
Sortie : 10 août 2017

Villains est le septième album du groupe de stoner rock Queens of the Stone Age sorti le 25 août 2017. L'album est annoncé le 14 juin 2017, accompagné d'une bande annonce sous forme d'une vidéo parodique, durant laquelle le groupe participe à un entretien avec le musicien Liam Lynch autour d'un détecteur de mensonge. Le premier single, The Way You Used To Do, est révélé le 15 juin 2017 en même temps que l'annonce de la tournée du groupe. Contrairement aux albums précédents du groupe, aucun musicien guest-star n'est invité à jouer sur Villains.

## Design graphique
Le travail graphique est réalisé par Boneface comme pour ...Like Clockwork. Il comprend la réalisation de la pochette de l'album, des visuels et de l'ensemble de la charte graphique entourant l'album.

## Liste des titres
- Tous les titres sont composés par Queens of the Stone Age et toutes les paroles sont écrites par Josh Homme, sauf indications.

| 1.    | Feet Don't Fail Me        | 5:41 |
| 2.    | The Way You Used to Do    | 4:34 |
| 3.    | Domesticated Animals      | 5:20 |
| 4.    | Fortress                  | 5:27 |
| 5.    | Head Like a Haunted House | 3:21 |
| 6.    | Un-Reborn Again           | 6:40 |
| 7.    | Hideaway                  | 4:18 |
| 8.    | The Evil Has Landed       | 6:30 |
| 9.    | Villains of Circumstance  | 6:09 |
| 48:00 |                           |      |

## Membres principaux
- Josh Homme – Chant, guitare
- Troy Van Leeuwen – Guitare, chœurs
- Dean Fertita – Clavier, guitare, chœurs
- Michael Shuman – Basse, chœurs
- Jon Theodore - Batterie

## Production
- Mark Ronson - Production
- Mark Rankin - Co-production
- Alan Moulder - Mixage
- Boneface – Design, illustrations